# 11e division d'infanterie coloniale
Pour les articles homonymes, voir 11e division.
La 11e division d'infanterie coloniale est unité de l'armée française qui prend part à la Première Guerre mondiale. Elle combat avec l'Armée d'Orient, d'abord en Macédoine puis après-guerre en Hongrie.

## Création et différentes dénominations
- 29 août 1916 : formation de la 21e brigade mixte d'infanterie coloniale, puis de la 22e brigade mixte d'infanterie coloniale.

- Constituée le 1er janvier 1917 avec les 21e et 22e brigades coloniales, elle est affectée à l'Armée d'Orient.
- 15 avril 1919 : dissolution.

## Les chefs de la11edivisiond'infanterie coloniale
- 3 novembre 1916 - 18 août 1917 : général Sicre
- 18 août 1917 - 4 octobre 1917 : général Paul Vénel
- 4 octobre 1917 - 15 juin 1918 : général Joseph Bordeaux
- 15 juin 1918 - 15 avril 1919 : général Farret

## Historique des garnisons, combats et batailles

### La Première Guerre mondiale

#### Composition
- Infanterie[1] :
  - 2e bis de marche de zouaves de novembre 1916 à janvier 1918 (rattachement organique, n'a jamais combattu avec la 11e DIC)
  - 34e régiment d'infanterie coloniale de novembre 1916 à novembre 1918
  - 35e régiment d'infanterie coloniale de novembre 1916 à novembre 1918
  - 42e régiment d'infanterie coloniale de novembre 1916 à novembre 1918
  - 44e régiment d'infanterie coloniale de novembre 1916 à novembre 1918
  - 26e et 30e bataillons de tirailleurs sénégalais de janvier 1917 à novembre 1918
  - Des éléments helléniques sont affectés à la 11e DIC d'août à septembre 1918

- Cavalerie[1] :
  - 1 escadron du 6e régiment de chasseurs d'Afrique de novembre 1916 à novembre 1918

- Artillerie[1] :
  - 1 groupe de 75 du 7e régiment d'artillerie de campagne de novembre 1916 à juillet 1917
  - 1 groupe de 75 du 57e régiment d'artillerie de campagne de novembre 1916 à juillet 1917
  - 1 groupe de 65 du 2e régiment d'artillerie de montagne de novembre 1916 à janvier 1917
  - 1 groupe de 75 du 1er régiment d'artillerie coloniale de janvier à juillet 1917
  - 1 groupe de 65 du 1er régiment d'artillerie de montagne de juillet 1917 à novembre 1918
  - 3 groupes de 75 du 21e régiment d'artillerie coloniale de juillet 1917 à novembre 1918
  - 101e batterie bis de 58 du 1er régiment d'artillerie de montagne de novembre 1916 à janvier 1918
  - 101e batterie de 58 du 21e régiment d'artillerie coloniale de janvier à novembre 1918
  - 1 groupe de 155c du 343e régiment d'artillerie coloniale de mars à août 1918

De novembre 1916 à janvier 1918, les 34e, 35e et 44e RIC forment la 21e brigade d'infanterie coloniale et le 2e bis de zouaves et le 42e RIC la 22e brigade d'infanterie coloniale. En janvier 1918, les brigades sont réorganisées : 34e et 35e RIC à la 21e brigade et 42e et 44e RIC à la 22e brigade.

#### 1916
- septembre 1916 : arrivée de la 21e brigade mixte à Salonique, où elle forme une division provisoire (DI provisoire Gérôme) avec la 33e brigade coloniale de la 17e DIC[2].
- octobre 1916 : concentrée au début d'octobre vers Banitsa, la 21e brigade mixte coloniale occupe, du 3 au 9 octobre, un secteur situé à l'ouest de Kénali, puis dans la boucle de la Tchérna; elle participe aux opérations de la 17e DIC et organise ensuite les positions conquises dans cette région[2].
- novembre 1916 : constituée à Toulouse, la 22e brigade mixte coloniale débarque à Salonique dans le courant du mois de novembre 1916. Ses premiers éléments rejoignent la 21e brigade dans le courant du mois de décembre[2].

#### 1917
- 29 décembre 1916 – 16 mars 1917 : relève de la 21e brigade coloniale et des éléments de la 22e brigade coloniale, qui sont au front par des troupes italiennes, dans la région de la Tchérna. Retrait du front et occupation d'un nouveau secteur, entre la Tchérna et la route de Prilep (au nord de Monastir)[2].
- 16 mars – 12 avril : engagée dans les Tentatives pour dégager Monastir : Prise du monastère et du village de Kerklina (16, 17 et 18 mars) ; puis organisation du front[2].
- 12 – 25 avril : retrait du front ; repos vers Négotchani et Kalenik (éléments maintenus en secteur devant Monastir)[2].
- 25 avril – 21 mai : mouvement vers la boucle de la Tchérna, dans la région de Polok ; repos[2].
  - 16 mai : des éléments détachés à la 57e DI combattent vers la cote 1248.
  - le 17 mai : d'autres éléments, détachés à la 16e DIC, attaquent le piton Rocheux (Bataille de la boucle de la Tcherna).

#### 1918
- 21 mai 1917 – 5 juillet 1918 : mouvement vers Barechani, et, à partir du 27 mai, occupation d'un secteur au nord-est de Monastir[2].
  - 26 mai 1918 : des éléments de la 11e DIC sont envoyés en Thessalie.

- 5 juillet – 2 août : retrait du front ; repos vers Négovani[2].
- 2 août – 15 septembre : mouvement vers Slivitsa. À partir du 9 août : occupation d'un secteur au nord de Bernik, vers Rapech et Mokavo. À partir du 26 août : extension du front au nord de Grounichta ; relève d'éléments serbes[2].
- 15 septembre – 6 novembre : engagée en liaison avec des éléments serbes dans la rupture du front de Macédoine : progression par Prilep sur Uskub, pris le 29 septembre (armistice bulgare) ; puis poursuite vers Katchanik, Pritchtina, Mitrovitsa et Nich. (éléments concentrés, le 30 octobre, à Prilep). À partir du 6 novembre : mouvement par étapes vers Séméndria[3].
- En novembre 1918 : des éléments de la 11e DIC, sous les ordres du général Tranié, sont détachés à Fiume et à Raguse[3].

#### Rattachements
Affectation organique : Armée d'Orient, de novembre 1916 à novembre 1918.

### L'entre-deux-guerres
- À la fin décembre 1918, occupation du territoire hongrois, au nord du Danube (région de Tamicho Kovine), puis, en janvier 1919, du banat de Témésvar. En mars, mouvement vers Lugos[3].

- Dissolution de la DIC le 15 avril 1919[3].